# سمارة (يافع)

تعديل مصدري - تعديل

سمارة هي إحدى قرى عزلة لبعوس بمديرية يافع التابعة لمحافظة لحج، بلغ تعداد سكانها 245 نسمة حسب تعداد اليمن لعام 2004.